# マリア・マグダレーナ・フォン・エスターライヒ (1689-1743)
マリア・マグダレーナ・ヨーゼファ・フォン・エスターライヒ（Maria Magdalena Josefa von Österreich, 1689年3月26日 ウィーン - 1743年5月1日 ウィーン）は、オーストリア大公家の大公女（Erzherzogin）。神聖ローマ皇帝レオポルト1世とその3番目の妻でプファルツ選帝侯フィリップ・ヴィルヘルムの娘であるエレオノーレ・マグダレーネの間の第9子、六女。

## 生涯
終生独身を通し、その生涯に関することで伝わっていることはほとんど無い。姉のポルトガル王妃マリア・アンナは妹を夫ジョアン5世の弟ベージャ公フランシスコと結婚させようとしたが、この縁談は早い段階で立ち消えとなった。姪の皇后マリア・テレジアとは仲が良かったという。1743年に肺炎のため54歳で亡くなり、遺骸はカプツィーナー納骨堂に埋葬された。